# Blue Mountain State
Blue Mountain State è una serie televisiva statunitense andata in onda per la prima volta su Spike TV l'11 gennaio 2010. È prodotta dalla Lionsgate Television. In Italia ha debuttato su MTV Italia il 19 aprile 2010. Il 20 febbraio 2012 la serie è stata cancellata ufficialmente dopo tre stagioni.

## Trama
La serie parla dell'arrivo di Alex Moran alla Blue Mountain State, college con una rinomata squadra di football, chiamata The Goats, in cui Alex ha il ruolo di quarterback di riserva. Vengono trattati vari stereotipi della vita al college, come il football, le feste sfrenate, le avventure con le donne e l'abuso di alcool e sostanze stupefacenti. La serie è caratterizzata da una comicità demenziale e volgare.

## Episodi
| Stagione         | Episodi | Prima TV USA | Prima TV Italia |
| ---------------- | ------- | ------------ | --------------- |
| Prima stagione   | 13      | 2010         | 2010            |
| Seconda stagione | 13      | 2010-2011    | 2011            |
| Terza stagione   | 13      | 2011         | 2016            |

## Personaggi
- Alex Moran (Darin Brooks): è il quarterback di riserva della squadra della Blue Mountain State. A differenza degli altri giocatori, Alex non vede il football universitario come un'opportunità per arrivare alla NFL ed è felice all'idea di tornare nel Wyoming e fare l'insegnante di ginnastica, una volta finito il college. Il suo unico obiettivo è quello di divertirsi il più possibile al college. Anche se è un ottimo giocatore fa di tutto per restare una riserva in modo da evitare le seccature legate al ruolo di titolare. Dal terzo anno diventa il quarterback titolare della squadra, la notorietà che riceve in seguito a delle grandi prestazioni gli farà cominciare a pensare di diventare un professionista.
- Sammy Cacciatore (Chris Romano): è il migliore amico di Alex e suo compagno di stanza. Riesce a diventare la mascotte della squadra di football. Non dedica molto tempo allo studio ed è alla costante ricerca di ragazze e di scuse per bere, anche se spesso questo lo porta a vivere diverse disavventure.
- Thad Devlin Castle (Alan Ritchson): linebacker e capitano della squadra di football. È il tipico bullo, fanatico dello sport e dei rituali annessi. È molto devoto alla squadra ed è molto affezionato al coach. Ha una sorellastra bosniaca in quanto suo padre ha partecipato alla guerra in Bosnia, dove però è morto. Il suo vero nome è Kevin.
- Marty Daniels (Ed Marinaro): è il coach della squadra, sei volte campione nazionale e pilastro della comunità della Blue Mountain State. È il secondo allenatore più vincente nella storia del football universitario.
- Craig Shilo (Sam Jones III) (Stagione 1): "giocatore dell'anno" nazionale alle superiori, è il nuovo running back e star della squadra. A differenza dei suoi compagni di squadra, Craig è fedelissimo alla sua fidanzata Denise. La sua unica preoccupazione è non deludere l'aspettativa di tutti di diventare un grande giocatore della NFL. In seguito all'arresto dell'attore[2] che lo impersonava, il personaggio è stato cancellato dalla serie, viene detto che si è trasferito alla Georgia Tech.
- Denise Roy (Gabrielle Dennis) (Stagione 1): Denise è la ragazza di Craig Shilo fin dal liceo, ex reginetta del ballo di fine anno e studentessa modello alla Blue Mountain State. Denise è fredda e calcolatrice, nega il sesso a Craig per farlo giocare meglio mentre lei di nascosto ha relazioni con altre persone. È disposta a tutto pur di far arrivare Craig alla NFL e non sopporta Alex Moran, che teme possa rovinare questo suo progetto.
- Radon Randell (Page Kennedy) (Stagione 2): viene da Detroit ed è il nuovo quarterback titolare, è un giocatore di grande talento ma ha anche un comportamento oltraggioso ed un passato da criminale. Il personaggio è stato tagliato dopo che l'attore ha insistentemente corteggiato alcune comparse,[3] si sa solamente che si è infortunato e non può più giocare.
- Mary Jo Cacciatore (Frankie Shaw) (Stagioni 2-3): sorellastra di Sammy, è una matricola che si è iscritta alla Blue Mountain State per diventare una cheerleader, divertirsi alle feste e andare a letto con Alex, per il quale ha una cotta dai tempi dell'adolescenza.
- Debra (Denise Richards) (Stagioni 2-3): ex-moglie del coach Daniels, insieme hanno avuto un figlio, Joe; la causa della separazione sono stati i continui tradimenti reciproci. È membro del consiglio del college ed è stata sposata con il rettore Simon, da quale però ha divorziato per tornare insieme al coach.
- Jon Jon Hendricks (Kwasi Songui): è il vice allenatore delle squadra, fedele assistente del coach Daniels. È sposato ed ha una figlia.
- Harmon Tedesco (James Cade): è il kicker della squadra e fa parte della special team. Ha fatto uno smodato uso di diversi tipi di droghe ed ha avuto "strane" esperienze sessuali. Ha l'hobby della pittura.
- Donald "Donnie" Schrab (Rob Ramsay): è un centro di grossa corporatura. Partecipa sempre alle feste insieme agli altri compagni di squadra.
- Larry Summers (Omari Newton): uno dei defensive back della squadra, è particolarmente attaccato a Thad.
- Rettore Simon (Ted Atherton) (Stagione 2): è il rettore del college, è stato sposato con Debra. Non sopporta i giocatori di football.
- Marcus Gilday (Anthony Lemke) (Stagione 3): arriva da Stanford, dove ha trascorso 8 anni, ed è il coordinatore dell'attacco. Ha un approccio sabermetrico, è molto ambizioso, si autodefinisce "il genio" e desidera a tutti costi prendere il posto del coach Daniels. La moglie Karen è stata eletta Miss Tette Nebraska 1996.

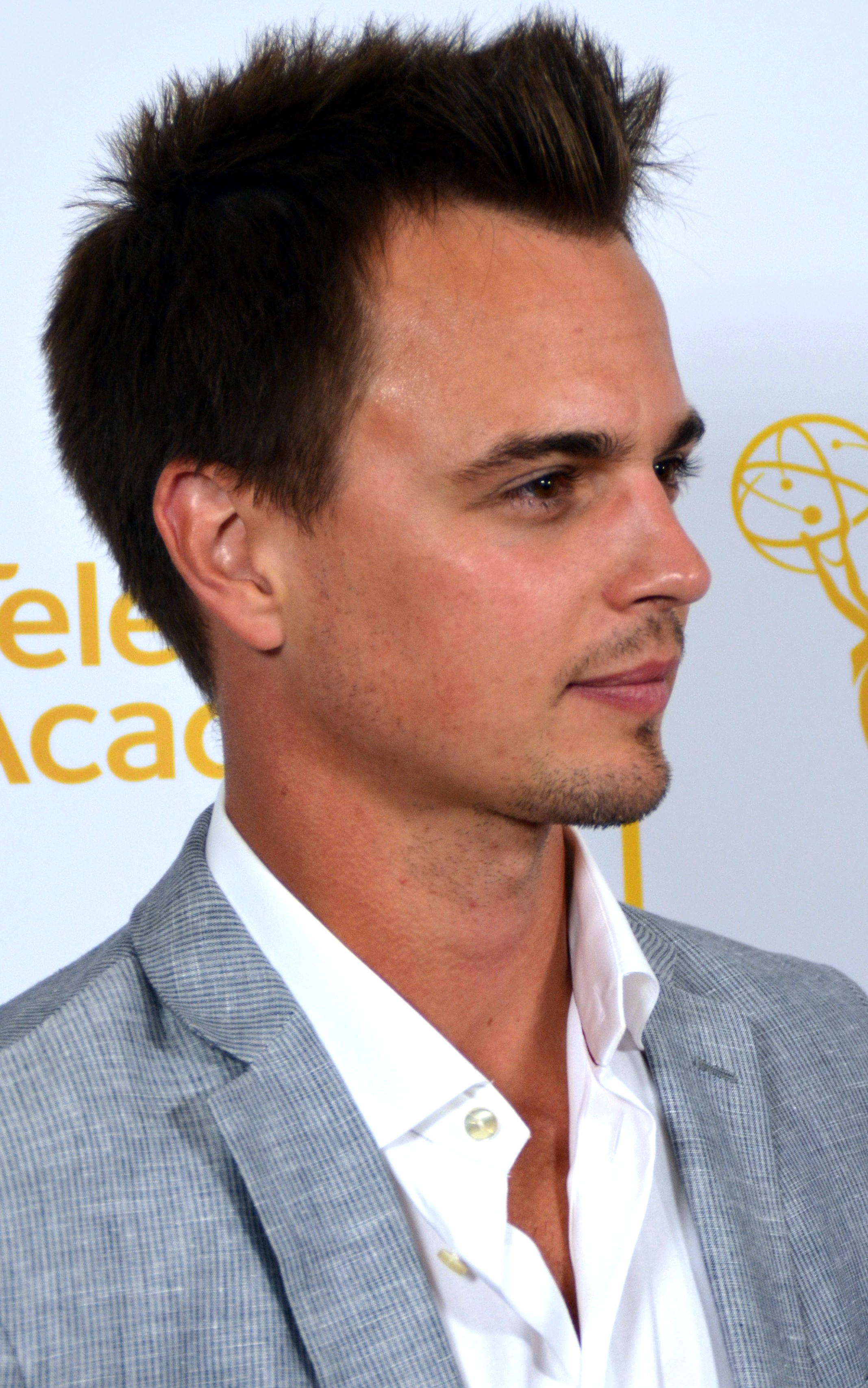
Darin Brooks interpreta Alex Moran
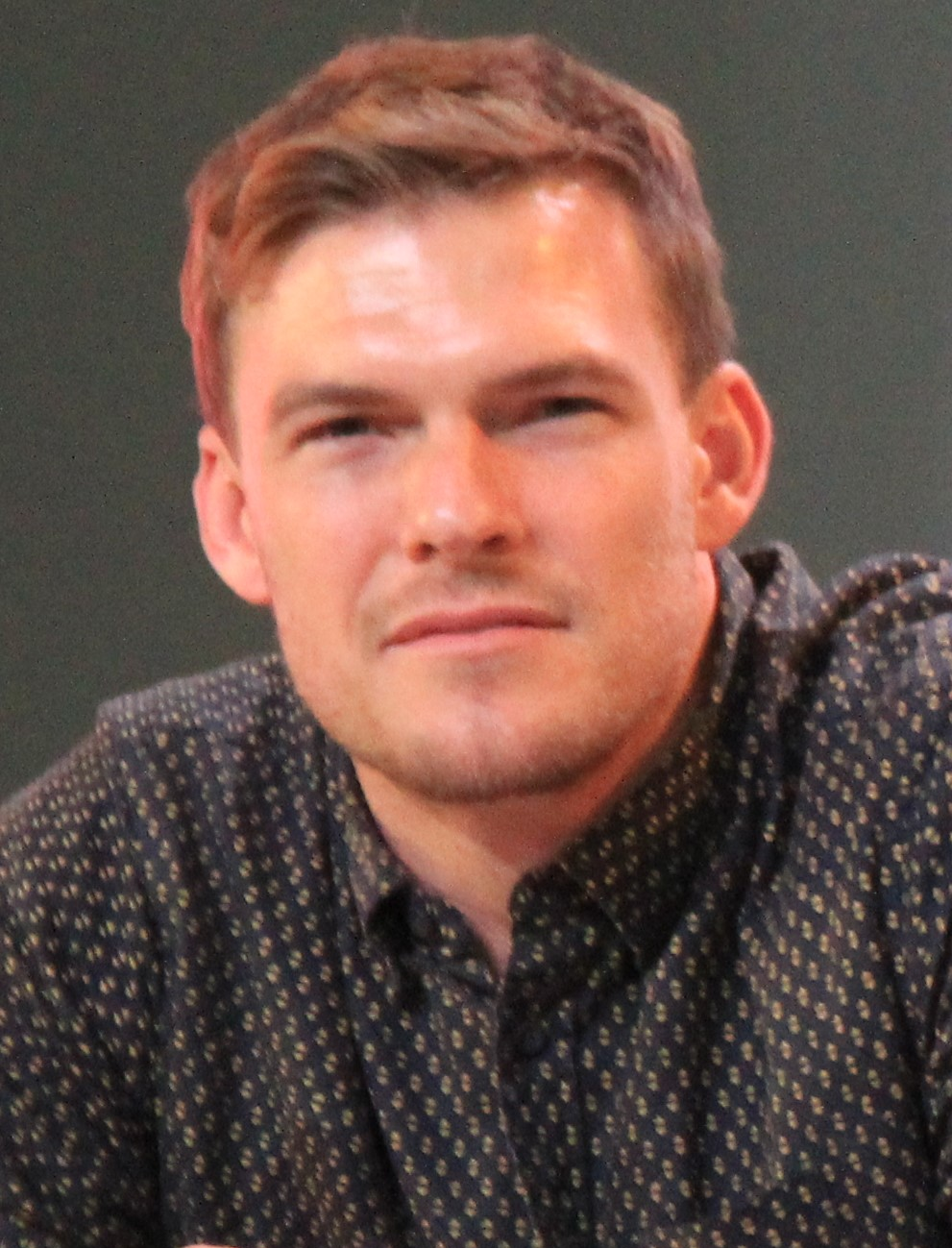
Alan Ritchson interpreta Thad Castle
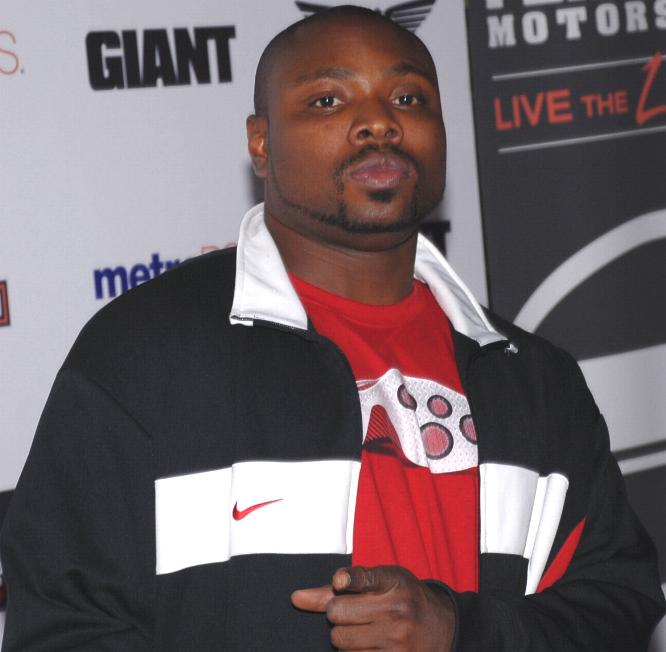
Page Kennedy interpreta Radon Randell
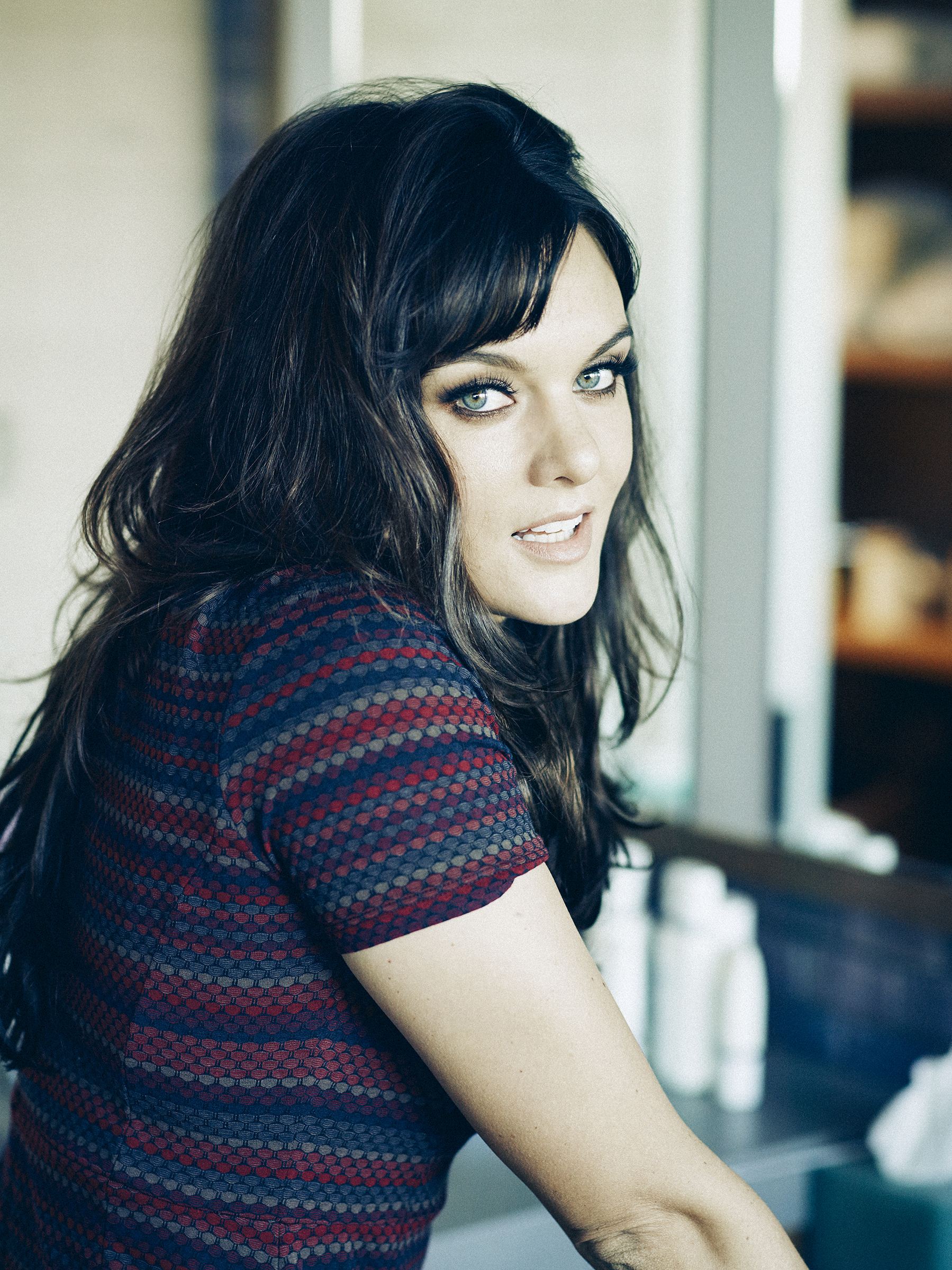
Frankie Shaw interpreta Mary Jo Cacciatore
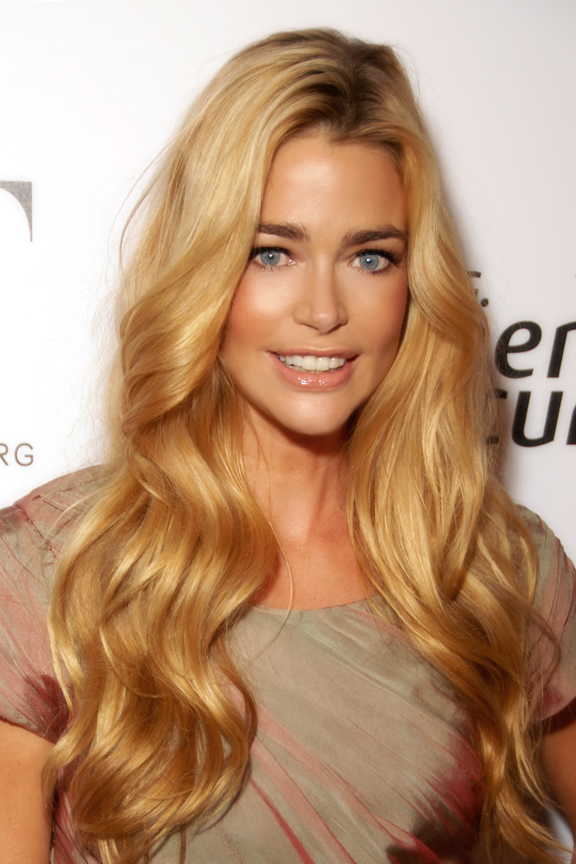
Denise Richards interpreta Debra Simon
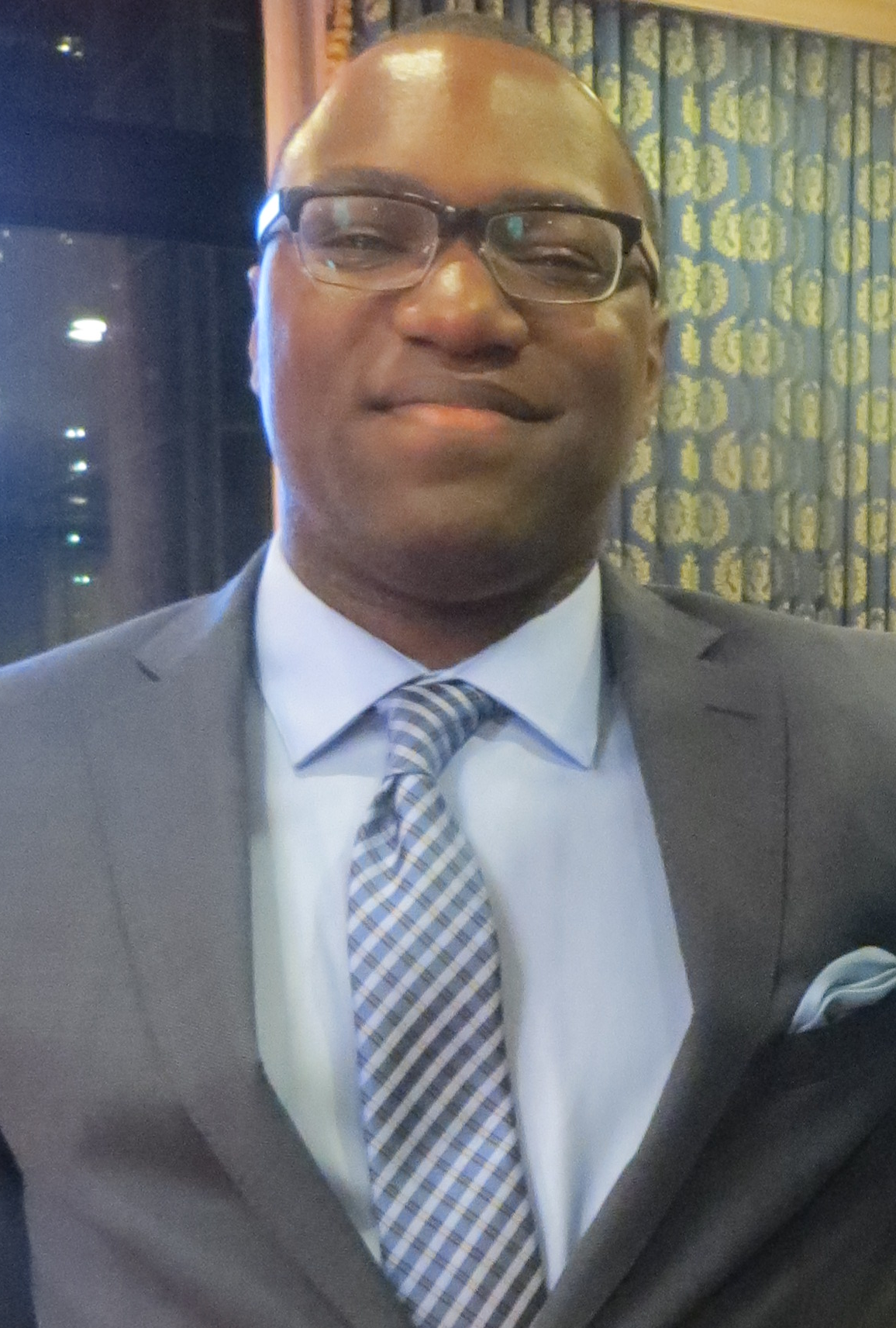
Omari Newton interpreta Larry Summers

## Sigla
La sigla è Hell Yeah del gruppo Rev Theory. Nell'episodio Il prezzo della celebrità la band statunitense esegue la canzone durante una festa nella Goat House.

## Location
- Stadio Olimpico di Montréal, Montréal, Québec
- John Abbott College, Sainte-Anne-de-Bellevue, Quebec (Campo d'allenamento)
- McGill University (MacDonald Campus), Sainte-Anne-de-Bellevue, Quebec (Dormitorio, Classi)
- Ste-Anne Street, Sainte-Anne-de-Bellevue, Quebec

## Il film
Nel 2012 Ed Marinaro ha dichiarato in un'intervista di lavorare ad un film tratto dalla serie. Nell'aprile del 2014 è partita ufficialmente una campagna su Kickstarter per finanziare il progetto che ha poi raggiunto la cifra di quasi 2 milioni di dollari, diventando così il terzo film (dopo Veronica Mars - Il film e Wish I Was Here) più finanziato del sito, in seguito si sono aggiunti nuovi investitori per la produzione. Il film sarà diretto da Lev L. Spiro, già regista di alcuni episodi. Le riprese si sono svolte alla fine del 2014 a Wilmington (Carolina del Nord) ed è uscito nelle sale il 2 Febbraio 2016.